# Alcide Pierantozzi
Alcide Pierantozzi (San Benedetto del Tronto, 9 aprile 1985) è uno scrittore italiano.
Conseguita la maturità classica, studia filosofia teoretica presso l'Università Cattolica di Milano. 
Il suo primo romanzo, Uno in diviso, pubblicato nel 2006, è dedicato alla memoria di Pier Paolo Pasolini.  
Il suo secondo romanzo, L'uomo e il suo amore, è stato pubblicato dalla Rizzoli Editore nel 2008, e definito un'opera-mondo impraticabile, e conchiusa con la vita e la tradizione del romanzo borghese. Il critico Sergio Pent (La Stampa) ha parlato di «un corpo narrativo senza etichette, a tratti - in cui emerge la volontà estrema di una ricerca letteraria che nasce dalle illuminazioni filosofiche di Parmenide e si spinge nelle paludi narrative dell'ultimo Pasolini. Un'opera in itinere, tra Italia e Albania, tra donne che lasciano il segno e interrogativi mai soddisfatti sull'amore. Un libro aspro e impervio, noioso e intrigante, crudele e fagocitante».  
Nel 2012 ha pubblicato Ivan il Terribile, nuovo romanzo ambientato nel mondo degli amori adolescenziali  ed edito anch'esso da Rizzoli.
Nel 2015 pubblica con Laterza il reportage-memoir Tutte le strade portano a noi, dopo aver attraversato l'Italia a piedi.
Dal suo Uno in diviso è stato tratto l'omonimo graphic novel edito da Tunuè di Adriano Barone e Fabrizio Dori.
Alcide Pierantozzi vive tra Milano e Colonnella e collabora anche con le riviste Rolling Stone e Max; suoi articoli sono usciti anche per Granta Italia, Il Messaggero, il Resto del Carlino, Il Riformista, Inchiostro, Nuovi Argomenti, Il Foglio e altro. 
Collabora inoltre con Il Corriere della Sera, Link Mediaset e Rivista Studio.

## Opere
- Uno in diviso, Hacca-Halley, 2006, ISBN 88-89920-02-5, ristampa Bompiani, 2022, ISBN 9788830103436
- L'uomo e il suo amore, Rizzoli, 2008, ISBN 978-88-17-02172-2
- Ivan il Terribile, Rizzoli, 2012, ISBN 978-88-17-05602-1
- Tutte le strade portano a noi. A piedi da Milano a Bari, Laterza, 2015, ISBN 978-88-581-1900-6
- L'inconveniente di essere amati, Bompiani, 2020, ISBN 978-88-452-9859-2
- Lo sbilico, Einaudi, 2025, ISBN 9788806266448